# Kenza Dahmani
Kenza Tifahi Dahmani (in arabo كنزة تفاحي دحماني‎?; 18 novembre 1980) è una mezzofondista e maratoneta algerina.

## Palmarès
| Anno | Manifestazione          | Sede           | Evento         | Risultato | Prestazione | Note |
| ---- | ----------------------- | -------------- | -------------- | --------- | ----------- | ---- |
| 2007 | Giochi panafricani      | Algeri         | Mezza maratona | Bronzo    | 1h14'10"    |      |
| 2009 | Giochi del Mediterraneo | Pescara        | 10000 m piani  | Bronzo    | 32'48"44    |      |
| 2009 | Giochi del Mediterraneo | Pescara        | Mezza maratona | Bronzo    | 1h12'39"    |      |
| 2013 | Giochi del Mediterraneo | Mersin         | 10000 m piani  | Oro       | 32'42"47    |      |
| 2016 | Giochi olimpici         | Rio de Janeiro | Maratona       | 50ª       | 2h38'37"    |      |
| 2017 | Mondiali                | Londra         | Maratona       | dnf       | dnf         |      |

## Altre competizioni internazionali
2008
- Bronzo alla Maratona di Madrid ( Madrid) - 2h39'38"

2016
- Bronzo alla Maratona di Roma ( Roma) - 2h33'53"